# Premio Harvey
Los Premios Harvey (en inglés Harvey Awards) es una serie de premios que entrega anualmente la industria estadounidense de cómics.
Su nombre es un homenaje al escritor y dibujante Harvey Kurtzman (1924-1993) y coordinado por la editorial Fantagraphics. El Harvey fue creado como sucesor de los Premios Kirby, que se interrumpieron después de 1987.
Los Premios Harvey son nombrados por votación pública entre profesionales del cómic. Los ganadores son seleccionados a partir de los cinco nominados en cada categoría por una ronda final de votaciones.
Desde su creación, los premios han sido presentados en diversas convenciones de fanes en los Estados Unidos.

## Autores

### Mejor Escritor
- 1988 Alan Moore, por Watchmen (DC)
- 1989 Gilbert Hernandez, por Love and Rockets (Fantagraphics Books)
- 1990 Gilbert Hernandez, por Love and Rockets (Fantagraphics Books)
- 1991 Neil Gaiman, por The Sandman (DC)
- 1992 Neil Gaiman, por The Sandman (DC)
- 1993 Will Eisner, por Invisible People (Kitchen Sink Press)
- 1994 Scott McCloud, por Understanding Comics (Tundra/Kitchen Sink Press)
- 1995 Alan Moore, por From Hell (Kitchen Sink Press)
- 1996 Alan Moore, por From Hell (Kitchen Sink Press)
- 1997 Daniel Clowes por Eightball (Fantagraphics Books)
- 1998 Kurt Busiek, por su trabajo en 1997, incluyendo Kurt Busiek's Astro City (Image/Homage), Avengers (Marvel Comics), y Thunderbolts (Marvel Comics)
- 1999 Alan Moore, por su trabajo en 1998, incluyendo From Hell (Kitchen Sink Press) y Supreme (Awesome)
- 2000 Alan Moore, por The League of Extraordinary Gentlemen (ABC)
- 2001 Alan Moore, por Promethea (ABC)
- 2002 Brian Azzarello, 100 Bullets (DC)
- 2003 Alan Moore, por Promethea (ABC)
- 2004 Chester Brown, por Louis Riel (Drawn & Quarterly Publishing)
- 2005 Daniel Clowes, por Eightball (Fantagraphics Books)
- 2006 Ed Brubaker, por Captain America (Marvel Comics)
- 2007 Ed Brubaker, por Daredevil (Marvel Comics)
- 2008 Brian K. Vaughan, por Y: The Last Man, (DC/Vertigo)
- 2009 Grant Morrison, por All-Star Superman, (DC)
- 2010 Robert Kirkman, por The Walking Dead, (Image)
- 2011 Roger Langridge, por Thor: The Mighty Avenger (Marvel Comics)
- 2012 Mark Waid, por Daredevil (Marvel Comics)
- 2013 Brian K. Vaughan, por Saga (Image Comics)
- 2014 Brian K. Vaughan, por Saga (Image Comics)
- 2015 Mark Waid, por Daredevil (Marvel Comics)
- 2016 Brian K. Vaughan, por Saga (Image Comics)

### Mejor Dibujante
- 1988 Dave Gibbons, por Watchmen (DC)
- 1989 Brian Bolland, por Batman: The Killing Joke (DC)
- 1990 Mark Schultz, por Xenozoic Tales (Kitchen Sink Press)
- 1991 Steve Rude, por World's Finest (DC)
- 1992 Mark Schultz, por Xenozoic Tales (Kitchen Sink Press)
- 1993 Mark Schultz, por Xenozoic Tales (Kitchen Sink Press)
- 1994 Alex Ross, por Marvels (Marvel Comics)
- 1995 Mike Mignola, por Hellboy (Dark Horse Comics)
- 1996 Mike Mignola, por Hellboy (Dark Horse Comics)
- 1997 Alex Ross por Kingdom Come (DC)
- 1998 P. Craig Russell, por su trabajo en 1997, incluyendo Elric: Stormbringer (Dark Horse Comics/Topps Comics), y Dr. Strange: What Is It That Disturbs You, Stephen? (Marvel Comics)
- 1999 Jaime Hernández, por su trabajo en 1998, incluyendo Penny Century (Fantagraphics Books)
- 2000 Mike Mignola, por Hellboy: Box Full of Evil (Dark Horse Comics/Maverick)
- 2001 Jaime Hernández, por Penny Century (Fantagraphics Books)
- 2002 Eduardo Risso, por 100 Bullets (DC)
- 2003 Eduardo Risso, por 100 Bullets (DC)
- 2004 Craig Thompson, por Blankets (Top Shelf Productions)
- 2005 Darwyn Cooke, por dc: The New Frontier (DC)
- 2006 J.H. Williams III, por Promethea (DC/ABC/Wildstorm)
- 2007 Frank Quitely, por All-Star Superman (DC)
- 2008 Frank Quitely, por All-Star Superman(DC)
- 2009 Gabriel Ba, por Umbrella Academy (Dark Horse Comics)
- 2010 Robert Crumb, por Book of Genesis

### Mejor Cartoonista (Escritor/Dibujante)
- 1988 Paul Chadwick, por Concrete (Dark Horse Comics)
- 1989 Paul Chadwick, por Concrete (Dark Horse Comics)
- 1990 Chester Brown, por Yummy Fur (Vortex)
- 1991 Peter Bagge,por Hate (Fantagraphics Books)
- 1992 Dave Sim, por Cerebus (Aardvark-Vanaheim)
- 1993 Will Eisner, por Invisible People (Kitchen Sink Press)
- 1994 Jeff Smith, por Bone (Cartoon Books)
- 1995 Jeff Smith, por Bone (Cartoon Books)
- 1996 Jeff Smith, por Bone (Cartoon Books/Image Comics)
- 1997 Jeff Smith, por Bone (Image Comics/Cartoon Books)
- 1998 Sergio Aragonés, por su trabajo en 1997, incluyendo Sergio Aragones' Louder than Words (Dark Horse Comics)
- 1999 Jeff Smith, por su trabajo en 1998, incluyendo Bone (Cartoon Books)
- 2000 Jeff Smith, por Bone (Cartoon Books)
- 2001 Al Jaffee por MAD Magazine (E.C. Publications, Inc.)
- 2002 Daniel Clowes, por Eightball (Fantagraphics Books)
- 2003 Jeff Smith, por Bone (Cartoon Books)
- 2004 Craig Thompson, por Blankets (Top Shelf Productions)
- 2005 Jeff Smith, por Bone (Cartoon Books)
- 2006 Chris Ware, por Acme Novelty Library (ACME Novelty Library)
- 2007 Jaime Hernández, por Love and Rockets (Fantagraphics Books)
- 2008 Darwyn Cooke, por The Spirit (DC Comics)
- 2009 Al Jaffee, por Tall Tales (Abrams Books)
- 2010 Darwyn Cooke, por Richard Stark's Parker: The Hunter (IDW Publishing)

### Mejor Entintador
- 1988 Al Williamson, por Daredevil (Marvel Comics)
- 1989 Al Williamson, por Daredevil (Marvel Comics)
- 1990 Al Williamson, por Daredevil (Marvel Comics)
- 1991 Al Williamson, por Fafhrd and the Gray Mouser (Marvel Comics/Epic)
- 1992 Jaime Hernández, por Love and Rockets (Fantagraphics Books)
- 1993 Al Williamson, por Spider-Man 2099 (Marvel Comics)
- 1994 Al Williamson, por Spider-Man 2099 (Marvel Comics)
- 1995 Al Williamson, por Spider-Man 2099 (Marvel Comics)
- 1996 Kevin Nowlan, por Superman vs. Aliens (DC/Dark Horse Comics)
- 1997 Mark Schultz, por Xenozoic Tales (Kitchen Sink Press)
- 1998 Charles Burns, por su trabajo en 1997, incluyendo Black Hole (Kitchen Sink Press)
- 1999 Charles Burns, por Black Hole (Fantagraphics Books)
- 2000 Jaime Hernández, por Penny Century (Fantagraphics Books)
- 2001 Charles Burns, por Black Hole (Fantagraphics Books)
- 2002 Charles Burns, por Black Hole (Fantagraphics Books)
- 2003 Jaime Hernández, por Love and Rockets (Fantagraphics Books)
- 2004 Charles Burns,por Black Hole (Fantagraphics Books)
- 2005 Charles Burns, por Black Hole (Fantagraphics Books)
- 2006 Charles Burns, por Black Hole (Fantagraphics Books)
- 2007 Danny Miki,por Eternals (Marvel Comics)
- 2008 Kevin Nowlan, Witchblade, (Top Cow/Image)
- 2009 Mark Morales, por Thor (Marvel Comics)

### Mejor Rotulador
- 1988 Ken Bruzenak, por American Flagg (First)
- 1989 Ken Bruzenak, por Mr. Monster (Dark Horse Comics)
- 1990 Ken Bruzenak, por Black Kiss (Vortex)
- 1991 Dan Clowes, por Eightball (Fantagraphics Books)
- 1992 Todd Klein, por The Sandman (DC)
- 1993 Todd Klein, por The Sandman (DC)
- 1994 Tom Orzechowski, por Spawn (Image)
- 1995 Todd Klein, por The Sandman (DC)
- 1996 Chris Ware, por Acme Novelty Library (Fantagraphics Books)
- 1997 Dan Clowes, por Eightball (Fantagraphics Books)
- 1998 Todd Klein, por su trabajo en 1997, incluyendo Ka-Zar, Castle Waiting, Uncle Sam
- 1999 Todd Klein, por su trabajo en 1998, incluyendo House of Secrets y Captain America
- 2000 Chris Ware, por Acme Novelty Library (Fantagraphics Books)
- 2001 Todd Klein, por Castle Waiting (Cartoon Books)
- 2002 Chris Ware, por Acme Novelty Library (Fantagraphics Books)
- 2003 Todd Klein, por Promethea (ABC)
- 2004 Dave Sim, por Cerebus (Aardvark-Vanaheim)
- 2005 Todd Klein, por Wonder Woman (DC)
- 2006 Chris Ware, por Acme Novelty Library (ACME Novelty Library)
- 2007 Stan Sakai, por Usagi Yojimbo (Dark Horse Comics)
- 2008 Chris Eliopoulos, Daredevil, (Marvel Comics)
- 2009 John Workman, Marvel 1985, (Marvel Comics)

### Mejor Coloreador
- 1988 John Higgins, por Watchmen (DC)
- 1989 John Higgins, por Batman: The Killing Joke (DC)
- 1990 Steve Oliff, por Akira (Marvel Comics)
- 1991 Steve Oliff, por Akira (Marvel Comics/Epic Comics)
- 1992 Steve Oliff, por Akira (Marvel Comics/Epic Comics)
- 1993 Jim Woodring,por Tantalizing Stories Presents Frank In The River (Tundra)
- 1994 Steve Oliff, por Spawn (Image)
- 1995 Steve Oliff/Olyoptics, por Spawn (Image)
- 1996 Chris Ware, por Acme Novelty Library (Fantagraphics Books)
- 1997 Chris Ware, por Acme Novelty Library (Fantagraphics Books)
- 1998 Chris Ware, por su trabajo en 1997, incluyendo Acme Novelty Library (Fantagraphics Books)
- 1999 Lynn Varley, por 300 (Dark Horse Comics)
- 2000 Chris Ware, por Acme Novelty Library (Fantagraphics Books)
- 2001 Laura DePuy, por The Authority (Wildstorm/DC)
- 2002 Chris Ware, por Acme Novelty Library (Fantagraphics Books)
- 2003 Dave Stewart, por Hellboy (Dark Horse Comics)
- 2004 Chris Ware, por Acme Novelty Datebook (Drawn & Quarterly Publishing)
- 2005 Dave Stewart, por dc: The New Frontier (DC)
- 2006 Laura Martin, por Astonishing X-Men (Marvel Comics)
- 2007 Lark Pien, por American Born Chinese (First Second Books)
- 2008 Laura Martin, por Thor (Marvel Comics)
- 2009 Dave Stewart, por Umbrella Academy (Dark Horse Comics)

### Mejor Portadista
- 1996 Alex Ross, por Astro City Kurt Busiek's Astro City #1 (Image)
- 1997 Alex Ross, por Kingdom Come #1 (DC)
- 1998 Alex Ross, por Astro City Kurt Busiek's Astro City (Image/Homage), Batman: Legends of the Dark Knight #100 (DC), Squadron Supreme (Marvel Comics)
- 1999 Alex Ross, por Astro City Kurt Busiek's Astro City (Image/Homage), Superman Forever (DC), Superman: Peace on Earth (DC)
- 2000 Chris Ware, por Acme Novelty Library (Fantagraphics Books)
- 2001 Adam Hughes, por Wonder Woman (DC)
- 2002 Adam Hughes, por Wonder Woman (DC)
- 2003 Adam Hughes, por Wonder Woman (DC)
- 2004 Charles Burns, por Black Hole (Fantagraphics Books)
- 2005 James Jean, por Fables (DC/Vertigo)
- 2006 James Jean, por Fables (DC/Vertigo)
- 2007 James Jean, por Fables (DC/Vertigo)
- 2008 Mike Mignola, por Hellboy (Dark Horse Comics)
- 2009 James Jean, por Fables (DC/Vertigo)

### Mejor Nuevo Talento
- 1990 Jim Lee
- 1991 Julie Doucet
- 1992 Joe Quesada
- 1996 Adrian Tomine
- 1997 Jessica Abel,por Artbabe (self-published)
- 1998 Steven Weissman, por Yikes (Alternative Press, Inc.)
- 1999 Kevin Smith, por Clerks. (Oni), Daredevil (Marvel Comics), Jay and Silent Bob (Oni)
- 2000 Craig Thompson, por Good-Bye, Chunky Rice, etc.
- 2001 Michel Rabagliati, por Drawn & Quarterly Vol. 3, #1, Paul in the Country, etc.
- 2002 Jason, por Hey Wait
- 2003 Nick Bertozzi, por Rubber Necker
- 2004 Derek Kirk Kim, por Same Difference and Other Stories (Alternative Comics)
- 2005 Andy Runton, por Owly (Top Shelf)
- 2006 (tie) Roberto Aguirre-Sacasa, por Marvel Knights Four (Marvel Comics); R. Kikuo Johnson, por Night Fisher (Fantagraphics Books)
- 2007 Brian Fies
- 2008 Vasilis Lolos, por Last Call (Oni Press)
- 2009 Bryan J. L. Glass, por The Mice Templar (Image Comics)

## Trabajos

### Mejor Nueva Serie
- 1988 Concrete, por Paul Chadwick (Dark Horse Comics)
- 1989 Kings in Disguise, por James Vance y Dan Burr (Kitchen Sink Press)
- 1990 Eightball, por Dan Clowes (Fantagraphics Books)
- 1991 Hate, por Peter Bagge (Fantagraphics Books)
- 1992 Cages, por Dave McKean asistido por Clare Haythornthwaite (Tundra)
- 1993 Madman, por Michael Dalton Allred (Tundra)
- 1994 Captain Sternn, por Bernie Wrightson y Shephard Hendrix; editado por Phil Amara (Tundra/Kitchen Sink Press)
- 1995 Acme Novelty Library por Chris Ware; editado por Kim Thompson (Fantagraphics Books)
- 1996 Kurt Busiek's Astro City, por Kurt Busiek y Brent Anderson (Image)
- 1997 Leave It to Chance, por James Robinson y Paul Smith, editado por Jonathan Peterson (Image)
- 1998 Penny Century, por Jaime Hernández, editado por Gary Groth (Fantagraphics Books)
- 1999 The Spirit: New Adventures, por varios, editado por Katie Garnier
- 2000 Weasel, por Dave Cooper, editado por Gary Groth (Fantagraphics Books)
- 2001 Luba's Comix and Stories, por Gilbert Hernandez, editado por Gary Groth (Fantagraphics Books)
- 2002 La Perdida, por Jessica Abel (Fantagraphics Books)
- 2003 Rubber Necker, por Nick Bertozzi (Alternative)
- 2004 Plastic Man, por Kyle Baker (DC)
- 2005 Michael Chabon Presents: The Amazing Adventures of the Escapist (Dark Horse Comics)
- 2006 Young Avengers (Marvel Comics)
- 2007 Will Eisner's The Spirit (DC)
- 2008 The Umbrella Academy, por Gerard Way y Gabriel Bá (Dark Horse Comics)
- 2009 Echo (comic book) (Abstract Studios)

### Mejor Serie Continua o Limitada
- 1988 Watchmen, por Alan Moore y Dave Gibbons (DC)
- 1989 Love and Rockets, por Jaime Hernández y Gilbert Hernandez (Fantagraphics Books)
- 1990 Love and Rockets, por Jaime Hernández y Gilbert Hernandez (Fantagraphics Books)
- 1991 Eightball por Dan Clowes (Fantagraphics Books)
- 1992 Eightball por Dan Clowes, editado por Gary Groth (Fantagraphics Books)
- 1993 The Sandman, por Neil Gaiman y varios artistas, editado por Karen Berger (DC)
- 1994 Marvels, por Kurt Busiek y Alex Ross; editado por Marcus McLaurin (Marvel Comics)
- 1995 From Hell, por Alan Moore y Eddie Campbell; editado por Phil Amara (Kitchen Sink Press)
- 1996 Sin City, por Frank Miller (Dark Horse Comics)
- 1997 Eightball por Dan Clowes, editado por Gary Groth (Fantagraphics Books)
- 1998 Kurt Busiek's Astro City por Kurt Busiek y Brent Anderson (Image/Homage)
- 1999 300, por Frank Miller y Lynn Varley (Dark Horse Comics)
- 2000 Acme Novelty Library, por Chris Ware, editado por Kim Thompson (Fantagraphics Books)
- 2001 Acme Novelty Library, por Chris Ware, editado por Kim Thompson (Fantagraphics Books)
- 2002 100 Bullets (DC)
- 2003 The League of Extraordinary Gentlemen, por Alan Moore y Kevin O'Neill (ABC)
- 2004 The League of Extraordinary Gentlemen Volume II, por Alan Moore y Kevin O'Neill (ABC/Wildstorm/DC)
- 2005 dc: The New Frontier, por Darwyn Cooke (DC)
- 2006 Runaways, por Brian K. Vaughan (Marvel Comics)
- 2007 Daredevil, por Ed Brubaker and Michael Lark (Marvel Comics)
- 2008 All-Star Superman (DC Comics)
- 2009 All-Star Superman (DC Comics)

### Mejor Historia Unitaria
- 1988 Watchmen #9, por Alan Moore and Dave Gibbons (DC)
- 1989 Batman: The Killing Joke, por Alan Moore, Brian Bolland y John Higgins (DC)
- 1990 Eightball #1, por Dan Clowes (Fantagraphics Books)
- 1991 Eightball #3, por Dan Clowes (Fantagraphics Books)
- 1992 Xenozoic Tales #11, por Mark Schultz y Steve Stiles, editado por Dave Schreiner (Kitchen Sink Press)
- 1993 Tantalizing Stories Presents Frank In The River, por Jim Woodring y Mark Martin (Tundra)
- 1994 Batman: Mad Love, por Paul Dini y Bruce W. Timm; editado por Scott Peterson (DC)
- 1995 Marvels #4, por Kurt Busiek y Alex Ross; editado por Marcus McLaurin (Marvel Comics)
- 1996 Kurt Busiek's Astro City #1, por Kurt Busiek y Brent Anderson (Image)
- 1997 Acme Novelty Library #7 por Chris Ware, editado por Kim Thompson (Fantagraphics Books)
- 1998 Eightball #18 por Dan Clowes, editado por Gary Groth (Fantagraphics Books)
- 1999 Penny Century #3: "Home School", por Jaime Hernández (Fantagraphics Books)
- 2000 Acme Novelty Library #13, por Chris Ware (Fantagraphics Books)
- 2001 Superman and Batman: World's Funnest, por Evan Dorkin & varios artistas (DC)
- 2002 Eightball #22 (Fantagraphics Books)
- 2003 The League of Extraordinary Gentlemen, Vol. II, #1, por Alan Moore y Kevin O'Neill (ABC)
- 2004 Gotham Central #6-10, por Greg Rucka y Michael Lark (DC) y Love and Rockets #9, por Gilbert Hernandez y Jaime Hernández (Fantagraphics Books)
- 2005 Eightball #23, por Daniel Clowes (Fantagraphics Books)
- 2006 Love and Rockets, vol. 2, #15 (Fantagraphics Books)
- 2007 Civil War #1 (Marvel Comics)
- 2008 All Star Superman # 8, (DC Comics)
- 2009 Y: The Last Man #60, por Brian Vaughan & Pia Guerra (DC/Vertigo)

### Mejor Álbum Gráfico
- 1988 Watchmen, por Alan Moore y Dave Gibbons (DC)
- 1989 Batman: The Killing Joke, por Alan Moore y Brian Bolland (DC)
- 1990 Ed the Happy Clown, por Chester Brown (Vortex)

### Mejor Álbum Gráfico de un Trabajo Original
- 1991 Why I Hate Saturn por Kyle Baker (Piranha)
- 1992 To the Heart of the Storm por Will Eisner, editado por Dave Schreiner (Kitchen Sink Press)
- 1993 Fairy Tales of Oscar Wilde por Oscar Wilde y P. Craig Russell (NBM)
- 1994 Understanding Comics Scott McCloud; editado por Mark Martin (Tundra/Kitchen Sink Press)
- 1995 Our Cancer Year por Harvey Pekar, Joyce Brabner y Frank Stack (Four Walls Eight Windows)
- 1996 Stuck Rubber Baby por Howard Cruse; editado por Bronwyn Carlton Taggart (Paradox Press)
- 1997 Fax from Sarajevo por Joe Kubert, editado por Bob Cooper (Dark Horse Comics)
- 1998 Sin City#Family Values por Frank Miller, editado por Diana Schutz (Dark Horse Comics)
- 1999 You Are Here por Kyle Baker (Paradox)
- 2000 Batman: War on Crime por Paul Dini y Alex Ross, editado por Charles Kochman y Joey Cavalieri (DC)
- 2001 Last Day in Vietnam por Will Eisner, editado por Diana Schutz (Dark Horse Comics/Maverick)
- 2002 The Golem's Mighty Swing por James Sturm (Drawn and Quarterly)
- 2003 The Cartoon History of the Universe III: From the Rise of Arabia to the Renaissance por Larry Gonick (W.W. Norton)
- 2004 Blankets por Craig Thompson (Top Shelf Productions)
- 2005 Blacksad 2 por Juanjo Guarnido y Juan Díaz Canales (iBooks/Komikwerks)
- 2006 Tricked por Alex Robinson (Top Shelf Productions)
- 2007 Pride of Baghdad por Brian K. Vaughan y Niko Henrichon (DC/Vertigo)
- 2008 Scott Pilgrim Gets It Together por Bryan Lee O'Malley (Oni Press)
- 2009 Too Cool To Be Forgotten por Alex Robinson (Top Shelf Productions)

### Mejor Álbum Gráfico o Material Previamente Publicado
- 1991 Warts and All por Drew Friedman (RAW/Penguin)
- 1992 Maus II, o Maus: A Survivor's Tale — And Here My Troubles Began, por Art Spiegelman (Pantheon)
- 1993 Hey Look! por Harvey Kurtzman, editado por Dave Schreiner (Kitchen Sink Press)
- 1994 The Complete Bone Adventures (Cartoon Books), reeditado en color como Bone: Out from Boneville (Scholastic Corporation), por Jeff Smith
- 1995 Marvels por Kurt Busiek y Alex Ross; editado por Marcus McLaurin (Graphitti Graphics)
- 1996 Hellboy: The Wolves of Saint August por Mike Mignola; editado por Barbara Kesel and Scott Alley (Dark Horse Comics)
- 1997 Astro City: Life in the Big City por Kurt Busiek y Brent Anderson, editado por Ann Huntington Busiek (Homage)
- 1998 Batman: Black and White by varios creadores, editado por Bob Kahan, dirección de arte por Robbin Brosterman, Mark Chiarello, y Georg Brewer (DC)
- 1999 Cages por Dave McKean (Kitchen Sink Press)
- 2000 From Hell por Alan Moore y Eddie Campbell (Eddie Campbell Comics)
- 2001 Jimmy Corrigan, the Smartest Kid on Earth por Chris Ware, editado por Chip Kidd (Pantheon)
- 2002 Lone Wolf and Cub por Kazuo Koike y Goseki Kojima (Dark Horse Comics)
- 2003 20th Century Eightball por Daniel Clowes (Fantagraphics)
- 2004 Louis Riel por Chester Brown (Drawn & Quarterly Publishing)
- 2005 Bone: One Volume Edition por Jeff Smith (Cartoon Books)
- 2006 Black Hole por Charles Burns (Pantheon)
- 2007 dc: The New Frontier por Darwyn Cooke (DC)
- 2008 Captain America Omnibus, Volume 1 por Ed Brubaker, Steve Epting y Mike Perkins (Marvel Comics)
- 2009 Nat Turner por Kyle Baker (Abrams Books)

### Mejor Antología
- 1990 A1, por varios creadores (Atomeka)
- 1991 RAW, editado por Art Spiegelman y Françoise Mouly (RAW/Penguin)
- 1992 Dark Horse Presents, editado por Randy Stradley (Dark Horse)
- 1993 Dark Horse Presents, editado por Randy Stradley (Dark Horse)
- 1994 Blab!, editado por Monte Beauchamp (Kitchen Sink Press)
- 1995 Dark Horse Presents, editado por Bob Schreck y Randy Stradley (Dark Horse)
- 1996 Drawn & Quarterly, editado por Marina Lesenko (Drawn & Quarterly)
- 1997 Dark Horse Presents, editado por Bob Schreck (Dark Horse)
- 1998 Dark Horse Presents, editado por Bob Schreck & Jamie S. Rich, (Dark Horse Comics)
- 1999 Oni Double Feature, editado por Bob Schreck (Oni)
- 2000 Tomorrow Stories, editado por Scott Dunbier (ABC)
- 2001 Drawn & Quarterly Vol. 3, #1, editado por Chris Oliveros (Drawn & Quarterly)
- 2002 Bizarro (DC Comics)
- 2003 Comics Journal Summer Special 2002 (Fantagraphics)
- 2004 Drawn & Quarterly #5, editado por Chris Oliveros (Drawn & Quarterly Publishing)
- 2005 (empate) Michael Chabon Presents: The Amazing Adventures of the Escapist, editado por Diana Schutz (Dark Horse); McSweeney's Quarterly Concern #13, editado por Chris Ware (McSweeney's Books)
- 2006 Solo (DC Comics)
- 2007 Flight vol. 3 (Ballantine Books)
- 2008 Popgun vol. 1, editado por Mark Andrew Smith & Joe Keatinge (Image Comics)
- 2009 Comic Book Tattoo editado por Rantz Hoseley & Tori Amos (Image Comics)

### Mejor Tira o Panel
- 1990 Calvin and Hobbes, por Bill Watterson (Universal Press Syndicate)
- 1991 Calvin and Hobbes, por Bill Watterson (Universal Press Syndicate)
- 1992 Calvin and Hobbes, por Bill Watterson (Universal Press Syndicate)
- 1993 Calvin and Hobbes, por Bill Watterson (Universal Press Syndicate)
- 1994 Calvin and Hobbes, por Bill Watterson (Universal Press Syndicate)
- 1995 Calvin and Hobbes, por Bill Watterson (Universal Press Syndicate)
- 1996 Calvin and Hobbes, por Bill Watterson (Universal Press Syndicate)
- 1997 Dilbert, por Scott Adams (United Feature)
- 1998 Mutts, por Patrick McDonnell (King Feature Syndicate)
- 1999 For Better or For Worse, por Lynn Johnston (United Feature Syndicate)
- 2000 Peanuts, por Charles M. Schulz
- 2001 Mutts, por Patrick McDonnell (King Feature Syndicate)
- 2002 Mutts, por Patrick McDonnell (King Feature Syndicate)
- 2003 Mutts, por Patrick McDonnell (King Feature Syndicate)
- 2004 Maakies, by Tony Millionaire
- 2005 Mutts, por Patrick McDonnell (King Feature Syndicate)
- 2006 Maakies, por Tony Millionaire (Self-syndicated)
- 2007 The K Chronicles por Keith Knight
- 2008 Doonesbury por Garry Trudeau (Universal Press Syndicate)
- 2009 Mutts, por Patrick McDonnell (King Feature Syndicate)

### Mejor Presentación Biográfica, Histórica o Periodística
- 1990 The Comics Journal, editado por Gary Groth (Fantagraphics)
- 1991 The Comics Journal, editado por Gary Groth y Helena Harvilicz (Fantagraphics)
- 1992 The Comics Journal, editado por Gary Groth, Helena Harvilicz y Frank Young (Fantagraphics)
- 1993 The Comics Journal, editado pory Gary Groth yFrank Young (Fantagraphics)
- 1994 Understanding Comics by Scott McCloud; editado por Mark Martin (Tundra/Kitchen Sink Press)
- 1995 The Comics Journal editado por Gary Groth y Frank Young (Comics Journal Inc.)
- 1996 Crumb, dirigido por Terry Zwigoff, producido por Terry Zwigoff y Lynn O'Donnell (Sony Pictures)
- 1997 The Comics Journal, editado por Gary Groth y Tom Spurgeon (Fantagraphics Books)
- 1998 The Comics Journal, editado por Gary Groth (Fantagraphics)
- 1999 The Comics Journal, editado por Gary Groth y Tom Spurgeon (Fantagraphics)
- 2000 The Comics Journal (Fantagraphics)
- 2001 The Comics Journal (Fantagraphics)
- 2002 Jack Cole and Plastic Man, edited by Steve Korte (Chronicle Books)
- 2003 B. Krigstein Vol. 1 (Fantagraphics)
- 2004 Comic Art (Comic Art)
- 2005 Comic Book Artist, editado por Jon B. Cooke (Top Shelf Productions)
- 2006 The Comics Journal, editado por Gary Groth (Fantagraphics)
- 2007 Art Out of Time, editado por Dan Nadel (Harry N. Abrams)
- 2008 Reading Comics: How Graphic Albums Work and What They Mean por Douglas Wolk (Da Capo Press)
- 2009 Kirby: King of Comics, por Mark Evanier, Abrams Books

### Mejor Edición Estadounidense de Material Extranjero
- 1988 Moebius album series, por Jean Giraud (Moebius) (Marvel)
- 1989 Incal, by Alejandro Jodorowsky and Jean "Moebius" Giraud (Marvel)
- 1990 Akira, by Katsuhiro Otomo (Marvel)
- 1991 Lt. Blueberry, by Jean "Moebius" Giraud (Marvel/Epic)
- 1992 Akira, by Katsuhiro Otomo (Marvel/Epic)
- 1993 Akira, by Katsuhiro Otomo (Marvel/Epic)
- 1994 Billie Holiday, by José Antonio Muñoz and Carlos Sampayo; edited by Gary Groth, Robert Boyd, and Kim Thompson (Fantagraphics)
- 1995 Druuna: Carnivora, by Paolo Eleuteri Serpieri; edited by Debra Rabas (Heavy Metal/Kitchen Sink Press)
- 1996 Akira, by Katsuhiro Otomo; translated by Yoko Umezawa and Jo Duffy; edited by Kochi Yuri, Hisataka Nishitani and Marie Javins (Marvel Comics/Epic)
- 1997 Gon, by Masashi Tanaka, edited by Andrew Helfer (DC/Paradox Press)
- 1998 Drawn & Quarterly, by various creators, edited by Chris Oliveros, Marina Lesenko, Steve Solomos (Drawn & Quarterly)
- 1999 A Jew in Communist Prague, vol. 3: "Rebellion" by Vittorio Giardino, edited by Terry Nantier, translated by Joe Johnson (NBM)
- 2000  Star Wars: The Manga, by Toshiki Kudo and Shin-Ichi Hiromoto based on stories by George Lucas, edited by David Land (Dark Horse)
- 2001 Lone Wolf & Cub, by Kazuo Koike & Goseki Kojima, edited by Mike Hansen (Dark Horse)
- 2002 Lone Wolf & Cub, by Kazuo Koike & Goseki Kojima (Dark Horse Comics)
- 2003 Lone Wolf & Cub, by Kazuo Koike & Goseki Kojima (Dark Horse Comics)
- 2004 Persepolis, by Marjane Satrapi (Pantheon Books)
- 2005 Buddha, by Osamu Tezuka (Vertical Inc.)
- 2006 Buddha, by Osamu Tuzuka (Vertical Inc.)
- 2007 TIE: Abandon the Old in Tokyo by Yoshihiro Tatsumi (Drawn & Quarterly) and Moomin by Tove Jansson (D&Q)
- 2008 Eduardo Risso's Tales of Terror by Eduardo Risso (Dynamite Entertainment)
- 2009 Gus And His Gang (First Second)

### Mejor Proyecto de Reimpresión
- 1988 The Spirit, by Will Eisner (Kitchen Sink)
- 1989 Complete Crumb Comics, by Robert Crumb (Fantagraphics)
- 1990 Complete Little Nemo In Slumberland, by Winsor McCay (Fantagraphics)
- 1991 Complete Crumb Comics, by Robert Crumb (Fantagraphics)
- 1992 Complete Crumb Comics, by Robert Crumb (Fantagraphics)
- 1993 Complete Crumb Comics, by Robert Crumb (Fantagraphics)
- 1994 Complete Little Nemo in Slumberland Vol. 6, by Winsor McCay; edited by Bill Blackbeard; packaged by Dale Crain (Fantagraphics)
- 1995 The Complete Crumb Comics, by Robert Crumb; edited by Gary Groth and Robert Boyd; art direction by Mark Thompson (Fantagraphics)
- 1996 The Complete Crumb Comics Vol. II, by Robert Crumb; edited by Mark Thompson (Fantagraphics Books)
- 1997 Batman: The Dark Knight Returns, 10th Anniversary Hardcover Edition, by Frank Miller, original series co-edited by Dick Giordano and Dennis O'Neil, reprint edited by Archie Goodwin and Bob Kahan (DC Comics)
- 1998 Jack Kirby's New Gods by Jack Kirby, and edited by Bob Kahan (DC Comics)
- 1999 DC Archives: Plastic Man, by Jack Cole, edited by Bob Kahan and Rick Taylor (DC)
- 2000 DC Archive Series, edited by Dale Crain (DC Comics)
- 2001 Spirit Archives, by Will Eisner, edited by Dale Crain (DC)
- 2002 Spirit Archives (DC Comics)
- 2003 Krazy and Ignatz (Fantagraphics)
- 2004 Krazy and Ignatz, by George Herriman, edited by Bill Blackbeard (Fantagraphics)
- 2005 The Complete Peanuts 1950-52, by Charles Schulz (Fantagraphics)
- 2006 Little Nemo in Slumberland: So Many Splendid Sundays (Sunday Press Books)
- 2007 The Complete Peanuts (Fantagraphics)
- 2008 The Complete Peanuts (Fantagraphics)
- 2009 The Complete Peanuts (Fantagraphics)

### Mejor Comic Online
- 2006 American Elf, by James Kochalka, www.americanelf.com
- 2007 The Perry Bible Fellowship, by Nicholas Gurewitch, www.pbfcomics.com
- 2008 The Perry Bible Fellowship by Nicholas Gurewitch, www.pbfcomics.com
- 2009 High Moon by David Gallaher, Steve Ellis, & Scott O. Brown, www.zudacomics.com/high_moon

## Premio Especial

### Premio Especial por Humor
- 1989 Bill Watterson, for Calvin and Hobbes (UPS/Andrews & McMeel)
- 1990 Sergio Aragonés
- 1991 Sergio Aragonés
- 1992 Sergio Aragonés
- 1993 Sergio Aragonés
- 1994 Jeff Smith
- 1995 Sergio Aragonés
- 1996 Evan Dorkin
- 1997 Sergio Aragonés
- 1998 Sergio Aragonés
- 1999 Sergio Aragonés
- 2000 Sergio Aragonés, for Groo, etc.
- 2001 Sergio Aragonés, for Groo, etc.
- 2002 Evan Dorkin, for Dork (Slave Labor Graphics)
- 2003 Evan Dorkin, for Dork (Slave Labor Graphics)
- 2004 Tony Millionaire, Sock Monkey (Dark Horse Comics)
- 2005 Kyle Baker, for Plastic Man (DC)
- 2006 Kyle Baker, for Plastic Man (DC)
- 2007 Bryan Lee O'Malley, for Scott Pilgrim & The Infinite Sadness (Oni Press)
- 2008 Nicholas Gurewitch, Perry Bible Fellowship (www.pbfcomics.com)
- 2009 Al Jaffee for Tall Tales (Abrams Books)

### Premio Especial a la Excelencia en una Producción/Presentación
- 1988 Watchmen, by Alan Moore and Dave Gibbons, (DC)
- 1989 Hardboiled Defective Stories, by Charles Burns, design by Art Spiegelman and Françoise Mouly (RAW/Pantheon)
- 1990 Arkham Asylum: A Serious House in a Serious Earth, by Grant Morrison and Dave McKean (DC)
- 1991 Complete Little Nemo In Slumberland, by Winsor McCay, edited by Richard Marschall, designed by Dale Crain (Fantagraphics Books)
- 1992 Complete Little Nemo In Slumberland, by Winsor McCay, edited by Richard Marschall, art directed by Dale Crain (Fantagraphics Books)
- 1993 Batman: Night Cries, by Archie Goodwin and Scott Hampton, edited by Denny O'Neil, art direction by Robbin Brosterman (DC)
- 1994 Marvels, by Kurt Busiek and Alex Ross; edited by Marcus McLaurin; design by Joe Kaufman and Comicraft (Marvel Comics)
- 1995 Acme Novelty Library, by Chris Ware; edited by Kim Thompson (Fantagraphics Books)
- 1996 Acme Novelty Library, by Chris Ware; edited by Kim Thompson; art directed by Chris Ware (Fantagraphics Books)
- 1997 Acme Novelty Library, by Chris Ware; edited by Kim Thompson, art directed by Chris Ware (Fantagraphics Books)
- 1998 Acme Novelty Library, by Chris Ware; edited by Kim Thompson, art directed by Chris Ware (Fantagraphics Books)
- 1999 Acme Novelty Library, by Chris Ware; edited by Kim Thompson, art direction by Chris Ware (Fantagraphics Books)
- 2000 Acme Novelty Library #13, by Chris Ware (Fantagraphics Books)
- 2001 Jimmy Corrigan, by Chris Ware, designed by Chris Ware (Pantheon)
- 2002 Spirit Archives designed by Amie Brockway-Metcalf (DC)
- 2003 Krazy and Ignatz, designed by Chris Ware (Fantagraphics Books)
- 2004 Acme Novelty Datebook, by Chris Ware (Drawn & Quarterly Publishing)
- 2005 The Complete Peanuts 1950-52, by Charles Schulz, designed by Seth (Fantagraphics Books)
- 2006 Little Nemo in Slumberland: So Many Splendid Sundays, by Winsor McCay (Sunday Press Books)
- 2007 Lost Girls, art directed by Brett Warnock and Matt Kindt (Top Shelf Productions)
- 2008 EC Archives, Various, edited by Russ Cochran (Gemstone)
- 2009 Kirby: King of Comics, by Mark Evanier (Abrams Books)

### ElJack KirbyHall of Fame
- 1989 Wally Wood
- 1990 Steve Ditko
- 1990 Alex Toth
- 1991 Jack Cole
- 1991 Basil Wolverton
- 1992 Walt Kelly
- 1992 Bernard Krigstein
- 1993 Jerry Siegel
- 1993 Joe Shuster
- 1994 Bill Finger
- 1994 Bob Kane
- 1995 Bill Everett
- 1995 Stan Lee
- 1996 Carl Burgos
- 1996 Sheldon Mayer
- 1996 Julius Schwartz
- 1997 C. C. Beck (Retroactive)
- 1997 William Gaines (Retroactive)
- 1997 Gil Kane (Lifetime Achievement)
- 1997 Joe Kubert (Lifetime Achievement)
- 1997 Jean Giraud, also known as "Moebius" (International)
- 1998 Reed Crandall (Retroactive)
- 1998 Gardner F. Fox (Retroactive)
- 1998 Carmine Infantino (Lifetime Achievement)
- 1998 Murphy Anderson (Lifetime Achievement)
- 1998 Milo Manara (International)
- 1999 Otto Binder (Retroactive)
- 1999 Morton Meskin (Retroactive)
- 1999 Neal Adams (Lifetime Achievement)
- 1999 Frank Frazetta (Lifetime Achievement)
- 1999 John Romita, Sr. (Lifetime Achievement)
- 1999 Georges Remi, also known as "Hergé" (International)

### 'The Hero Initiative' Lifetime Achievement Award (Premio a la trayectoria)
- 2006 George Pérez
- 2006 John Romita, Sr.
- 2007 Joe Kubert